# David Vostell
Santiago David Vostell (Colònia, Alemanya, 10 d'octubre de 1960) és un compositor i director de cinema alemany.

## Biografia
David Vostell és el primer fill del matrimoni entre Wolf Vostell i la seva esposa, l'espanyola Mercedes Guardado. La condició d'artista del seu pare forma part de la seva visió del món des de la seva més tendra infància. Va rebre la forta influència dels ambients artístics dels anys 60 i de començament dels 70, així com la de figures com Nam June Paik i Allan Kaprow, que eren part del cercle del seu pare i seien sovint a taula amb David quan encara era un adolescent.
L'any 1978, va fer pràctiques amb l'emissora Freies Berlin SFB, l'agència de publicitat TBWA i com a ajudant de muntatge. Va treballar projectant pel·lícules, com a ajudant de laboratori i com a fotògraf. L'any 1979, rodà en súper 8 la pel·lícula experimental 36574 Bilder (36574 imatges) amb antics companys d'escola. L'any 1980, va filmar el documental Endogen Depression sobre una instal·lació de Wolf Vostell.
L'any 1982 filmà el curt Ginger Hel amb Pantera Hamm i Mark Eins, el fundador del grup DIN A Testbild. Es tracta d'una història d'amor extravagant situada en l'underground berlinès. En la mitologia nòrdica, el nom Hel fa referència tant a l'avern com a la seva deessa. Aquesta al·lusió a la mitologia és patent en algunes escenes de la pel·lícula, on els actors representen personatges que es confonen amb figures mitològiques. Aquest curt, un dels seus primers, deixa veure ja una especial afinitat musical reflectida en prolongats passatges musicals, plans llargs i mantinguts i accions i diàlegs reduïts a escenes elementals. És l'origen d'un estil on la música acompanya les escenes i adquireix la mateixa importància que les imatges. Des de 1985 fins a 1989, va fer vuit vídeos musicals. Els vídeos musicals de David Vostell s'allunyen molt de la perfecció tècnica dels vídeos musicals dels 80 i són més aviat una barreja experimental d'imatges i música on els plans borrosos, inestables i sovint repetitius conformen un estil propi aliè a qualsevol convenció.
L'any 1990, David Vostell filmà a Los Angeles el llargmetratge The Being from Earth (L'ésser de la Terra) en llengua anglesa. Aquesta pel·lícula explica una història fantàstica sobre un ésser, una barreja d'animal i planta, nascut de la sorra del desert de Mojave. El nom del llargmetratge fa referència, en primer lloc, a un ésser nascut de la Terra però es pot interpretar, també, en un sentit metafòric, com una al·lusió a l'estat de la Terra, a l'ésser o a la pròpia existència. El director deixa la seva traça en uns moviments prolongats de la càmera, en escenes pensades per reduir l'acció al més essencial, amb els mínims diàlegs imprescindibles i molta música, però sovint desconcerta l'espectador. The Being from Earth es distancia clarament de les habituals convencions cinematogràfiques.
De la mateixa manera que el seu curt Ginger Hel, aquesta pel·lícula és una filmació desconcertant que planteja contínuament la pregunta sobre el perquè sense donar-hi gairebé mai una resposta. Les expectatives dels espectadors dirigides a una estructura narrativa convencional de caràcter explicatiu deixen ràpidament pas a la recerca d'una comprensió també difícil d'assolir. La trama permet, i fins i tot suggereix, diferents interpretacions, de manera que la pel·lícula desenvolupa una dinàmica pròpia difícil de percebre. The Being from Earth actua sobre l'espectador com una invitació a deixar-se anar i reconèixer la perfecció tant a la vida com al cinema com a "idea reguladora", en termes kantians. L'ésser de la pel·lícula és extremadament passiu: no mossega, ni devora, ni mata. Les seves característiques permeten comparar-lo només amb la criatura d'Eraserhead de David Lynch. Amb motiu de la seva estrena el 8 de desembre de 1991 al cinema Babylon de Berlín.
L'any 1992 David Vostell va filmar el documental Vostell 60 – Rückblick 92 (Retrospectiva 92) sota la seva direcció artística sobre una retrospectiva de Wolf Vostell a Colònia. L'any 1995, va treballar en una sèrie de dibuixos on dona forma a les seves visions cinematogràfiques i la publica al llibre Sketch Book 95 / 96. Com a conseqüència de la mort de Wolf Vostell l'any 1998, David Vostell assumeix la seva responsabilitat envers el llegat del seu pare i estructura i ordena cronològicament l'Arxiu Vostell entre el 1998 i el 2001.
Des del 2002, David Vostell treballa com a compositor a Espanya. L'any 2003 va compondre la Simfonia núm. 1 i l'any 2004, la Simfonia núm. 2. L'any 2005 David Vostell va compondre Fórmulas de la Vida. 24 Suites per 24 paraules fonamentals com naixement, amor i somni. El llibret digital que acompanya el CD representa les 24 paraules amb collages fotogràfics digitals que són el context directe de les seves composicions.
L'any 2006 va compondre El Universo es Música, banda sonora per les imatges de galàxies llunyanes transmeses a la Terra pel telescopi espacial Hubble. El llibret digital que acompanya el CD inclou 26 reproduccions de collages fotogràfics digitals que representen els viatges a través del temps i la recerca de vida extraterrestre a tot l'Univers.

## Filmografia
- 1979: 36574 Bilder
- 1980: Endogen Depression
- 1982: Das Porträt
- 1982: E.d.H.R.
- 1982: Ginger Hel
- 1985: Homo Sapiens
- 1985: Lost in Life
- 1985: She is so nice
- 1985: Tutila
- 1986: Cabala Música
- 1986: Blue way in
- 1987: Blood and Cokee
- 1989: Coma Amazonica
- 1990: The Being from Earth
- 1991: Bestia Pigra
- 1992: Rückblick 92

## Discografia
- 2003: Sinfonía nº 1
- 2004: Sinfonía nº 2
- 2005: Fórmulas de la Vida (24 Suites)
- 2006: El Universo es Música (banda sonora)
- 2007: Influencias (10 suites)
- 2008: EEM / Erotic Enlightenment Mythologies (9 suites)
- 2009: Viaje dentro del cuerpo humano (banda sonora)
- 2009: Viaje - cuerpo humano (7 suites)
- 2010: Prélude (banda sonora)
- 2010: Serotonina (10 suites)
- 2011: Room (7 suites)
- 2012: Mi mente (13 suites)
- 2012: David Vostell - Suites y collages fotográficos digitales 2005 - 2012
- 2012: In Paradisum (banda sonora)
- 2012: Die Regen Göttin (banda sonora)
- 2013: Women & Nature near Extinction (banda sonora)
- 2013: Solid (8 suites)
- 2014: Lone Ride (6 suites)
- 2014: Karma-Base, Volume 1
- 2015: Cruising at night (banda sonora)
- 2015: Beautiful Earth (banda sonora)

## Collages fotogràfics digitals
- 2005: Fórmulas de la Vida (24 obres)
- 2006: El Universo es Música (26 obres)
- 2007: Influencias (10 obres)
- 2008: EEM / Erotic Enlightenment Mythologies (9 obres)
- 2009: Viaje - cuerpo humano (7 obres)
- 2010: Serotonina (10 obres)
- 2011: Room (7 obres)
- 2012: Mi mente (13 obres)

## Literatura
- TIP Berlin Magazin, Nr.25 / 1991, Bericht von Lars Olav Beier, The Being from Earth.
- Anja Oßwald: Steiner Art Tapes. Ars Nicolai, Berlin 1994, ISBN 3-89479-049-0.
- Filmjahrbuch 1995, von Lothar R. Just, Heyne Verlag. ISBN 3-453-08130-7.
- Fischer Film Almanach 1995, Fischer Verlag. ISBN 3-596-12762-9.
- Das Heyne-Lexikon des Science-Fiction-Films von Ronald M. Hahn und Volker Jansen. Heyne, München 1994. ISBN 3-453-11860-X.
- Michaela Nolte: David Vostell, Sketch Book 95 / 96, Berlin 1996.
- David Vostell, Sketch Book 97 / 98, Berlin 1998.
- David Vostell Biografie / Recopilation 1978-2008 von Michaela Nolte, nivel88 Verlag. ISBN 978-84-612-2941-3.